# Landwirtschaftliche Direktvermarktung

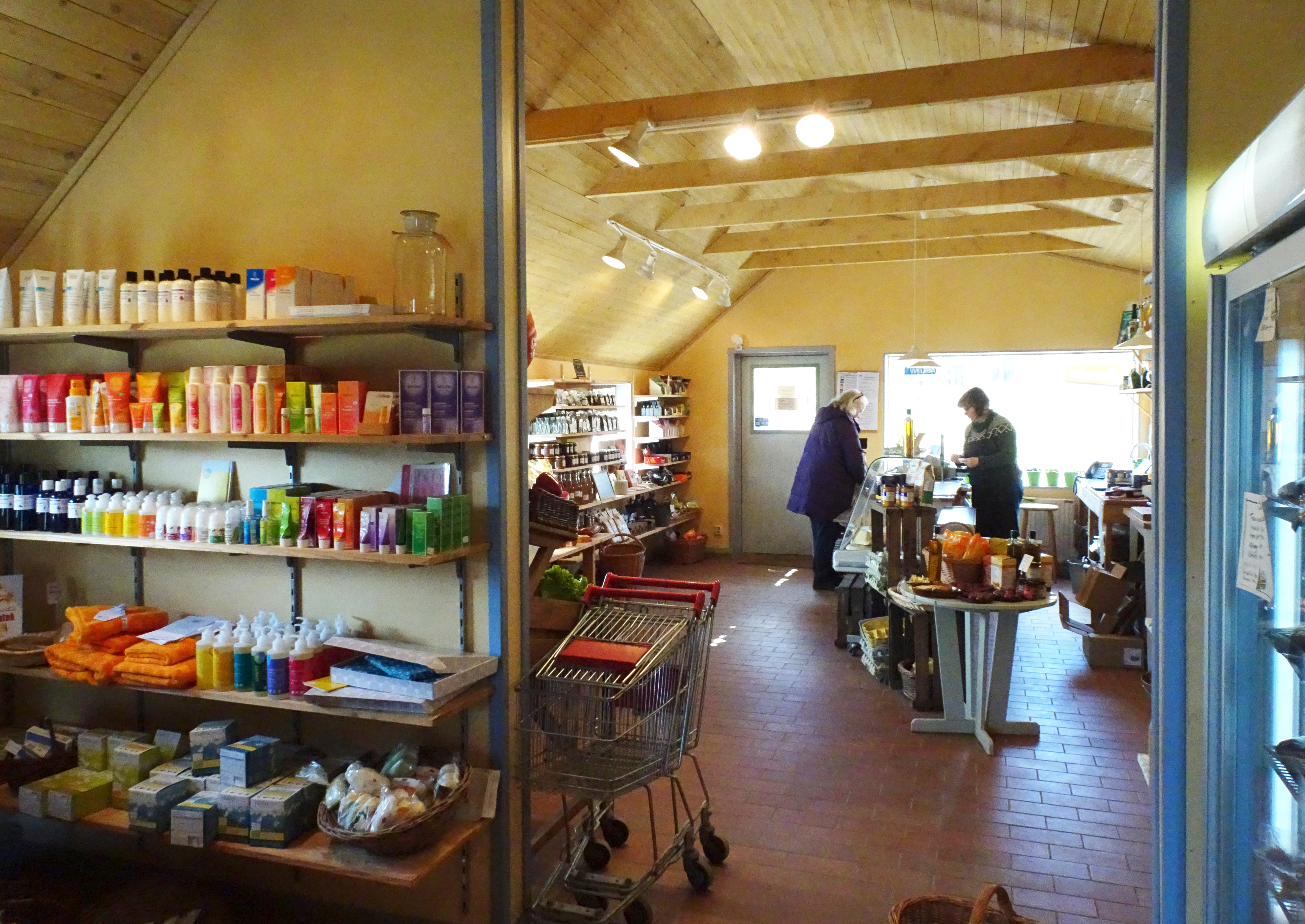
Hofverkauf in Schweden

Landwirtschaftliche Direktvermarktung bezeichnet als Maßnahme des Agrarmarketings den direkten Verkauf von landwirtschaftlichen Produkten, insbesondere Lebensmittel, vom Erzeuger an den Endverbraucher. Sie bietet damit insbesondere kleineren Betrieben die Möglichkeit, neue Absatzwege zu erschließen und damit den aus dem landwirtschaftlichen Strukturwandel hervorgehenden ökonomischen Zwängen zu begegnen.

## Bedeutung
Aus einer erfolgreichen Direktvermarktung gehen für den landwirtschaftlichen Betrieb entscheidende Vorteile hervor. Da Handelsstufen ausfallen, kann der Landwirt eine höhere Gewinnspanne mit seinen Erzeugnissen erzielen. Er kann unabhängiger von konventionellen Marktstrukturen, insbesondere schwankenden Marktpreisen sowie von Normen wirtschaften, die nach seiner Meinung und der seiner Kunden für die Qualität irrelevant sind und ansonsten eine Vermarktung hinderten. So stellt das EU-Recht für Lebensmittelsicherheit die direkte Abgabe kleiner Mengen von Primärerzeugnissen durch den Erzeuger an den Endverbraucher von ihren Hygieneregeln und vielen Normen der Qualitätssicherung und Lebensmittelkontrolle frei. Direktvermarktung kann dem landwirtschaftlichen Betrieb eine höhere Einkommenssicherheit bieten.

## Formen
Es gibt unterschiedliche Formen der landwirtschaftlichen Direktvermarktung:
- Ab-Hof-Verkauf durch einen Hofladen
- Wochen-/Bauernmarktbeschickung
- Abo-Kisten-Vermarktung und Haustür-Service
- Versandhandel
- diverse Formen der Kooperation zwischen mehreren Erzeugern
- Solidarische Landwirtschaft bzw. CSA (Community supported Agriculture)
- Beim Weinanbau ist in entsprechenden Anbaugebieten die Straußwirtschaft zum Ausschank selbst erzeugter Weine verbreitet.
- Mittels Verkaufsautomaten, bspw. Milchtankstelle

## Voraussetzungen
Direktvermarktung erfordert im Allgemeinen ein vielfältiges Sortiment, welches entweder direkt über eine große Vielfalt der Anbaustrukturen oder – bei spezialisierten Betrieben – über eine Weiterverarbeitung der erzeugten Rohstoffe realisiert werden kann.
Ferner kann das eigene Sortiment über den Zukauf von Produkten erweitert werden. Diese können sowohl von anderen landwirtschaftlichen Erzeugern, als auch über den Großhandel bezogen werden.

## Vor- und Nachteile einer Ab-Hof Direktvermarktung
Direktvermarktung ab Hof ist mit organisatorischem Aufwand verbunden. Der verschiedene Vor- und Nachteile, wie man sie in Deutschland sieht, sollen an dieser Stelle zusammengefasst werden:

### Vorteile
- Handelsspanne verbleibt im Betrieb;
- kurzer, überschaubarer Weg der Erzeugnisse zum Endverbraucher (als Gegensatz zum globalen Ernährungssystem);
- keine Qualitätsminderung empfindlicher Produkte durch Transport und Lagerung;
- der Informationsfluss zwischen Produzent und Konsument ist gewährleistet;
- Veränderungen der Produktqualität können im Gespräch mit dem Verbraucher persönlich erklärt werden;
- Vertrauensbasis, Fachkompetenz und eigene Überzeugungskraft können zur direkten Verkaufsförderung beitragen;
- starke Kundenbindung und geringe Austauschbarkeit der Produkte.

### Nachteile
- sehr arbeitsintensiv
- ständige Kundenpräsenz und das Stehen in der Öffentlichkeit kann eine Belastung sein
- Verbraucher erwarten oft niedrigere Preise als im Handel
- die Nähe des Betriebes zu Ballungsgebieten ist oft nicht gegeben
- es ist viel Engagement und Verkaufstalent notwendig
- der Hof muss ständig sauber und einladend präsentiert werden
- manche Kunden wollen auch außerhalb der Verkaufszeiten bedient werden
- hoher Werbeaufwand
- schwierige Neukundenwerbung
- Anforderungen an ein Finanzamtkonformes Kassensystem mittels einer sogenannten technischen Sicherheitslösung (TSE)

## Vor- und Nachteile für Konsument und Umwelt

### Produktqualität und Transparenz
Die Direktvermarktung wird von konventionell wie auch ökologisch wirtschaftenden Betrieben genutzt. Landwirte aus beiden Bereichen bieten hier in der Regel eine hohe Produktqualität, um ihre Kunden zum Kauf zu bewegen. Findet der Verkauf direkt auf dem Hof in einem Hofladen statt, besteht meist die Möglichkeit, sich einen persönlichen Eindruck vom Hof zu verschaffen. Die landwirtschaftlichen Direktvermarkter bieten dem Konsumenten oft vielfältige Informationen über die Landwirtschaft selbst sowie das Leben und die Arbeit im ländlichen Raum. Informationsbroschüren, aber gerade auch persönliche Gespräche mit den Erzeugern und Wissen über die Produktionsweise der zum Verkauf stehenden Lebensmittel, sind heute für immer mehr Verbraucher ein ausschlaggebender Punkt für die Wahl beim Einkaufen. Viele Menschen möchten damit eine bewusstere und gesündere Ernährung erreichen. Im Bereich der Produktion wird daher gerade von direktvermarktenden Landwirten auf Nachhaltigkeit großen Wert gelegt, da diese wesentlichen Kundenerwartungen wie auch der guten fachlichen Praxis entspricht.
Verschiedene Lebensmittelskandale haben ihn im vergangenen Jahrzehnt immer wieder aufhorchen und zunehmend skeptisch gegenüber der modernen Lebensmittelwirtschaft werden lassen. Undurchsichtige Produktionsstrukturen begünstigen negative Folgeerscheinungen (Umweltbelastungen, Geschmacks- und Qualitätseinbußen der Agrarprodukte, Missstände in der Tierhaltung). Im Gegensatz zum schlechten Image der Gesamtbranche werden einzelne Landwirte jedoch häufig als „sympathisch und vertrauenswürdig“, wenngleich auch als etwas altmodisch wahrgenommen. Gleichzeitig empfinden viele Konsumenten angesichts der zunehmenden Verarbeitung durch spezialisierte Unternehmen die Entfremdung zu den Lebensmitteln. Dieses Bedürfnis nach einer Nähe zum Ursprung der Lebensmittelerzeugung eröffnet der Direktvermarktung hohe Potentiale.
Gleichzeitig kann eine Besichtigung von Betrieben – und damit die Transparenz innerhalb der Tierhaltung durch betriebsfremde Personen – vor dem Hintergrund einer gebotenen Lebensmittelhygiene und durch die Vorschriften zur Tierseuchenbekämpfung teilweise stark reglementiert sein.

### Verkehrsökologische Betrachtung
Direktvermarktung vermeidet einerseits Transporte der landwirtschaftlichen Produkte zu Groß- und Einzelhändlern. Andererseits erzeugt die Direktvermarktung mehr Individualverkehr von Endverbrauchern zu den direktvermarktenden Landwirten. Gemäß der Theorie der Ecology of Scale kann die Umweltbelastung, die viele Kleintransporte verursachen, selbst bei kurzen Entfernungen größer sein, als die Umweltbelastung größerer Transporte, obwohl hier die Wegstrecke länger ist. Entscheidend ist die zum einen die Wirtschaftlichkeit der Transportmittel, zum anderen die zurückgelegten Entfernungen. Zu einer Schadstoffminderung kommt es, wenn die Endverbraucher nur einen kurzen Anfahrtsweg zur Direktvermarktung haben oder der Direktvermarkter zu ohnehin angefahrenen Verkaufsstätten wie z. B. Wochen- und Bauernmärkten fährt.

## Beispiele für Direktvermarktung
Der größte Zusammenschluss für landwirtschaftliche Direktvermarktung ist die Gemeinschaft „Einkaufen auf dem Bauernhof“, die von den Bauernverbänden und den Landwirtschaftskammern getragen wird.

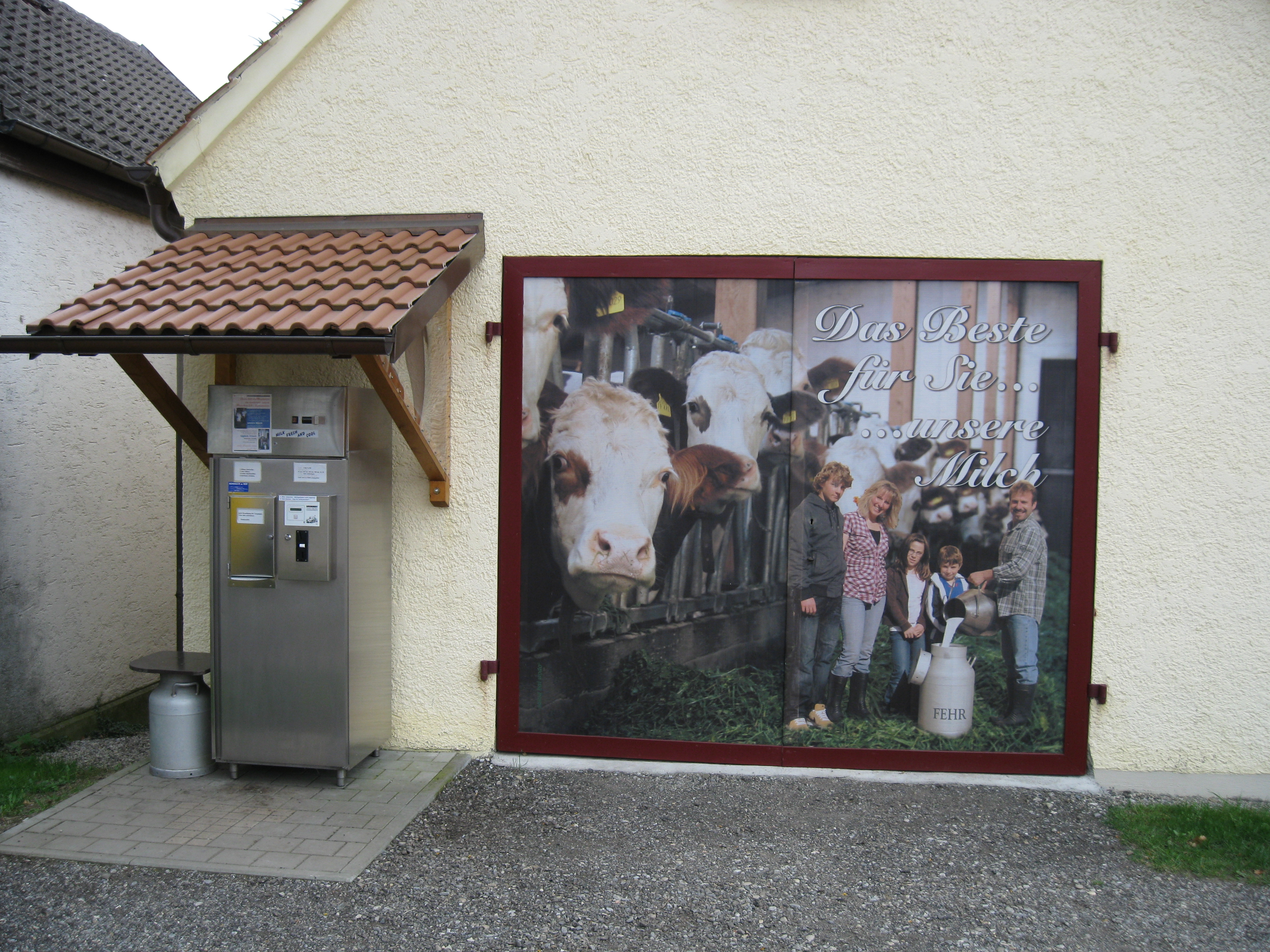
Automat für die Direktvermarktung von Frischmilch in Tannheim; ähnliche Automaten werden teilweise als „Milchtankstelle“ beworben

- Dem Konsumenten stehen auf verschiedenen Internetplattformen Erzeugerverzeichnisse zur Verfügung, über welche Betriebe mit Direktvermarktung ausgemacht werden können. Beispiele hierfür sind die staatlich geführten Portale regionales-bayern.de[10] und service-vom-hof.de[11] oder die privaten mein-bauernhof.de[12], hofladen-bauernladen.info[13], erzeugerwelt.de[14], regional-optimal.de[15] und holsvombauern.at[16].

- In Gersbach (Schopfheim) produzieren die Landwirte der Direktvermarktung Gersbach e. V. Fleisch und die Chäs-Chuchi Gersbach Käse für die direkte und die regionale Vermarktung.

- In der Metropolregion Nürnberg fördert die Initiative Original Regional seit 1997 regionale Produkte, die unter anderem in den mittelfränkischen Supermärkten unter dem Label Die Regionaltheke[17] verkauft werden.

- In Bayern fördert der Bayerische Bauernverband die landwirtschaftliche Direktvermarktung durch Beratungsdienste an Erzeuger und durch ein zentrales Bauernmarktverzeichnis[18].
- Durch das Internetportal „Regionales Sachsen“ fördert das Sächsische Staatsministerium für Energie, Klimaschutz, Umwelt und Landwirtschaft Anbieter von Waren aus Sachsen, darunter auch manche landwirtschaftliche Betriebe[19].

- In der Schweiz wurde 2022 in der Stadt Freiburg ein Laden eröffnet, wo ausschließlich lokale Bioprodukte angeboten werden.[20][21][22]